# Reijusjärvi
Reijusjärvi är en sjö i Finland. Den ligger i kommunen Nyslott i landskapet Södra Savolax, i den sydöstra delen av landet, 300 km nordost om huvudstaden Helsingfors. Reijusjärvi ligger 88,9 meter över havet. Arean är 2,82 kvadratkilometer och strandlinjen är 19,08 kilometer lång. Sjön  ingår i Vuoksens huvudavrinningsområde.   I omgivningarna runt Reijusjärvi växer i huvudsak blandskog. Den sträcker sig 3,4 kilometer i nord-sydlig riktning, och 3,7 kilometer i öst-västlig riktning.
I övrigt finns följande i Reijusjärvi:
- Kuikkasaari (en ö)
- Petäjäsaari (en ö)